# Istituto di ricerca iraniano per la scienza dell'Informazione e la tecnologia
L'Istituto iraniano di scienza e tecnologia dell'informazione (in persiano پژوهشگاه علوم و فناوری اطلاعات ایران‎, IRANDAC) è stato fondato il 1° ottobre 1968 con il nome di "Centro di documentazione iraniano" e con questo nome dal 2009.

## Informazioni sull'istituto
L'Istituto di Ricerca Iraniano per la Scienza dell'Informazione e la Tecnologia (IranDoc) è un istituto nazionale affiliato al Ministero della Scienza, della Ricerca e della Tecnologia (MSRT) dell'Iran. Ha cinque missioni principali: ricerca, gestione delle informazioni scientifiche e tecniche, istruzione, cooperazione scientifica e supporto alla formulazione delle politiche di scienza e tecnologia. IranDoc attualmente impiega più di 100 esperti, nove gruppi di ricerca in tre dipartimenti e tre laboratori di ricerca. Ha sviluppato una delle più grandi banche dati scientifiche e tecniche in persiano in Iran, con oltre un milione di record. Questa banca dati e molti altri siti web di IranDoc hanno migliaia di utenti quotidianamente. Basandosi su queste competenze uniche, IranDoc offre alla comunità una serie di servizi basati sulla conoscenza in tre categorie: ricerca e tecnologia, informazione e tecnologia dell'informazione, e consulenza e gestione.

## Ricerca
La missione di IranDoc viene svolta in un'organizzazione affiliata al Ministero della Scienza, della Ricerca e della Tecnologia e sotto la supervisione di un Consiglio di Amministrazione dal nome simbolico "Tesoro della Conoscenza" e dallo slogan "Dov'è il Tesoro della Conoscenza nel mondo?" La ricerca presso Irandoc viene condotta in tre istituti di ricerca. Il raggiungimento di questa missione sarà presentato sotto forma di rapporto, libro, articolo di rivista, documento di convegno, lezione e tavola rotonda.
La pubblicazione della rivista di ricerca Information Management and Processing iniziò nel 1972. Molti dei servizi di ricerca offerti da Irandoc vengono offerti anche a partire dal 1977.

## Gestione della conoscenza
I risultati conseguiti dal Paese in materia di gestione della conoscenza e di informazione scientifica e tecnica vengono presentati nei sistemi informativi e nei database. Il database Ganj, con centinaia di migliaia di record, è uno dei database scientifici e tecnici più visitati del Paese. Generare valore aggiunto e informazioni di supporto, nonché analizzare le informazioni, è un altro aspetto della gestione della conoscenza; ne sono esempi i sistemi di background della ricerca, l'Iranian Scientific Information Gateway, il thesaurus, la guida per la ricerca e i ricercatori, il questionario Persa e la vista dell'articolo sugli iraniani nel mondo.

## Istruzione
Irandoc offre corsi di formazione di breve durata dal 1982 e accetta studenti di dottorato dal 2011 in tre campi: gestione delle tecnologie dell'informazione, scienza e conoscenza dell'informazione e ingegneria delle tecnologie dell'informazione.

## Cooperazione e coordinamento
Dal 1969 la cooperazione informativa nel Paese è iniziata con l'attuazione del progetto di prestito interbibliotecario presso IranDoc. Questo progetto si chiama Amin. Dal 1995 è in corso in questo ambito un progetto denominato Ghadir (Universal Membership of Libraries). Dal 2008 il Consiglio per la fornitura di risorse scientifiche presso IranDoc si occupa della fornitura di risorse scientifiche per università e istituti di ricerca. Irandoc collabora con istituzioni informative globali come IFLA e Termnet. Il sistema di domanda e offerta di ricerca è un collegamento che Irandoc ha creato per supportare le collaborazioni di ricerca.

## Politiche in ambito scientifico e tecnologico
L'elaborazione delle politiche nel campo della scienza e della tecnologia nel Paese necessita di informazioni, alcune delle quali sono fornite da questo istituto di ricerca nel Sistema nazionale di informazione sulla ricerca (Samat Melli) e altre nel dashboard dei dirigenti. Qui ha sede anche la segreteria della Commissione per la gestione delle informazioni scientifiche e tecnologiche, che elabora le politiche del Ministero dell'informazione e della tecnologia. L'Istituto iraniano di scienza e tecnologia dell'informazione è anche il rappresentante dell'Iran nella rete di informazione Asia-Pacifico: "APIN" ed è guidato dal programma Informazione per tutti dell'UNESCO.

## Presidente attuale
Il 4 settembre 1401, il Ministro della Scienza, della Ricerca e della Tecnologia, a seguito di una sentenza, nominò il Dott. Mohammad Hassanzadeh direttore dell'Istituto iraniano di scienza e tecnologia dell'informazione (IRANDAC).